# Panenská
Panenská (deutsch Jungferndorf, auch Sandhübel oder Sandhöhe) ist ein Ort in der Gemeinde Petrovice (deutsch Peterswald) im Bezirk Aussig in Tschechien.

## Geographie

### Lage
Das Straßendorf liegt ca. 10 km nordwestlich des Stadtzentrums von Ústí nad Labem (Aussig). Die Nachbarorte sind nördlich Petrovice (Peterswald), nordöstlich Tisá (Tyssa), östlich Libouchec (Königswald), südwestlich Velké Chvojno (Böhmisch Kahn), südlich Nakléřov (Nollendorf) und südwestlich Telnice (Tellnitz).
|                    | Petrovice (Peterswald)                      | Tisá (Tyssa)                  |
|                    | Kompassrose, die auf Nachbargemeinden zeigt | Libouchec (Königswald)        |
| Telnice (Tellnitz) | Nakléřov (Nollendorf)                       | Velké Chvojno (Böhmisch Kahn) |

## Geschichte
Der Ort gehört zu den jüngsten Ansiedlungen in der Region von Aussig. Die ersten Häuser wurden in der Zeit 1802 bis 1808 im Zusammenhang mit dem in diese Zeit fallenden Ausbau der Reichsstraße zwischen Teplice (Teplitz) und Peterswald über Nollendorf erbaut. Die ersten Häuser waren zumeist kleine, ebenerdige Häuser mit nur einem Raum und einer Dachkammer darüber sowie einem Stall, Schuppen und Gewölbe für die Lagerung von Heu etc. Sämtliche Häuser waren an einer Straße in einer Bogenreihe aneinandergereiht. Ab 1819 erfolgte eine landwirtschaftliche Erschließung. Die Bewohner waren vor allem einerseits Waldarbeiter und Holzfäller, andererseits auch Arbeiter (bspw. Weber und Knopfmacher) in den Fabriken des nahe gelegenen Ortes Peterswald. Im Ort selbst befand sich aufgrund des örtlich vorhandenen, sehr gut geeigneten Sandsteins später eine Fabrik für die Erzeugung von Zementwaren. Jungferndorf gehörte bis zur Revolution von 1848/1849 im Kaisertum Österreich zur Allodial-Herrschaft Schönwald, zu der auch die Dörfer Schönwald, Peterswald, Neuhof, Antonstal, Nollendorf, Böhmisch Kahn, Klein-Kahn und Tellnitz (Mitteltellnitz) gehörten. Ab der Mitte des 19. Jahrhunderts gehörte Jungferndorf zur Gemeinde Schönwald im politischen Bezirk Aussig sowie dem Gerichtsbezirk Karbitz. Der kleine Ort hatte zeitweise zwei Gasthäuser. Die zugehörige Schule und Pfarre von Jungferndorf waren in Nollendorf. Die nächste Poststation befand sich in Peterswald, die nächstgelegene Bahnstation in Tellnitz. Ab dem Jahre 1903 existierte die örtliche Freiwillige Feuerwehr, die ab 1908 auf einer Wiese gegenüber den letzten Häusern des Straßendorfes am Waldesrand ein Spritzenhaus benutzte.
Im Rahmen der Befreiungskriege zogen 1813 sowohl französische als auch verbündete Truppen durch den Ort. 1866 marschierte die verbündete sächsische Armee über Peterswald, Jungferndorf und Nollendorf in Böhmen ein. Nach Kriegsende erfolgten durch Jungferndorf die Rückmärsche der Sächsischen und Preußischen Truppen.
Nach dem Zweiten Weltkrieg wurde ein Großteil der deutschsprachigen Bewohner vertrieben.
In der Zeit von 1950 bis 1960 war der Ort Teil des militärischen Sperrgebietes von Nakléřov.

## Namensherkunft
Der Ort Jungferndorf erhielt seinen Namen von dem ihn umgebenden Wald mit dem Namen Jungfernwald.

## Entwicklung der Einwohnerzahl
Bis zum Jahr 1813 existierten sechs Häuser. 1833 existierten 22 Häuser mit 98 Einwohner und im Jahr 1843 24 Häuser. Hiervon waren im Jahr 1930 nur noch 20 Häuser bewohnt.

## Trivia
Im Jahr 1835 wurde von den Beiträgen der Bewohner des Ortes eine Glocke zum Aveläuten angeschafft. Am 4. Juli 1890 wurde eine neue Glocke eingeweiht, deren Anschaffung 40 Gulden kostete. Während des Ersten Weltkrieges musste diese Glocke zu Kriegszwecken abgeliefert werden und wurde nicht wieder ersetzt.
Unterhalb des Ortes verläuft der am 21. Dezember 2016 in Betrieb genommene, 2.140 m lange Straßentunnel Panenská  der tschechischen Autobahn D8.